# Льонові
Льонові (Linaceae) — родина квіткових рослин порядку мальпігієцвітих (Malpighiales). Родина містить понад 500 видів, що поширені у тропічних, субтропічних та помірних зонах обох півкуль. Найвідоміший вид — льон посівний (Linum usitatissimum), важлива промислова, текстильна рослина.

## Опис
Це трави, чагарники або й дерева з черговими, рідше супротивними, простими листками. Багато представників родини є деревними ліанами, що чіпляються за допомогою гачкоподібних колючок. Квіти правильні, пёятичленні, маточково-тичинкові. Вони зібрані у верхівкові або пазушні суцвіття, рідше квіти поодинокі. Тичинок десять, при основі зростаються. Гінецей синкарпний із 5 плодолистків. Плід — малонасінна коробочка або кістянка. Насіння без ендосперму.

## Класифікація
Підродина Linoideae
- Anisadenia
- Cliococca
- Hesperolinon
- Linum
- Radiola
- Reinwardtia
- Sclerolinon
- Tirpitzia

Підродина Hugonioideae
- Durandea
- Hebepetalum
- Hugonia
- Indorouchera
- Philbornea
- Roucheria